# 盧斯特湖

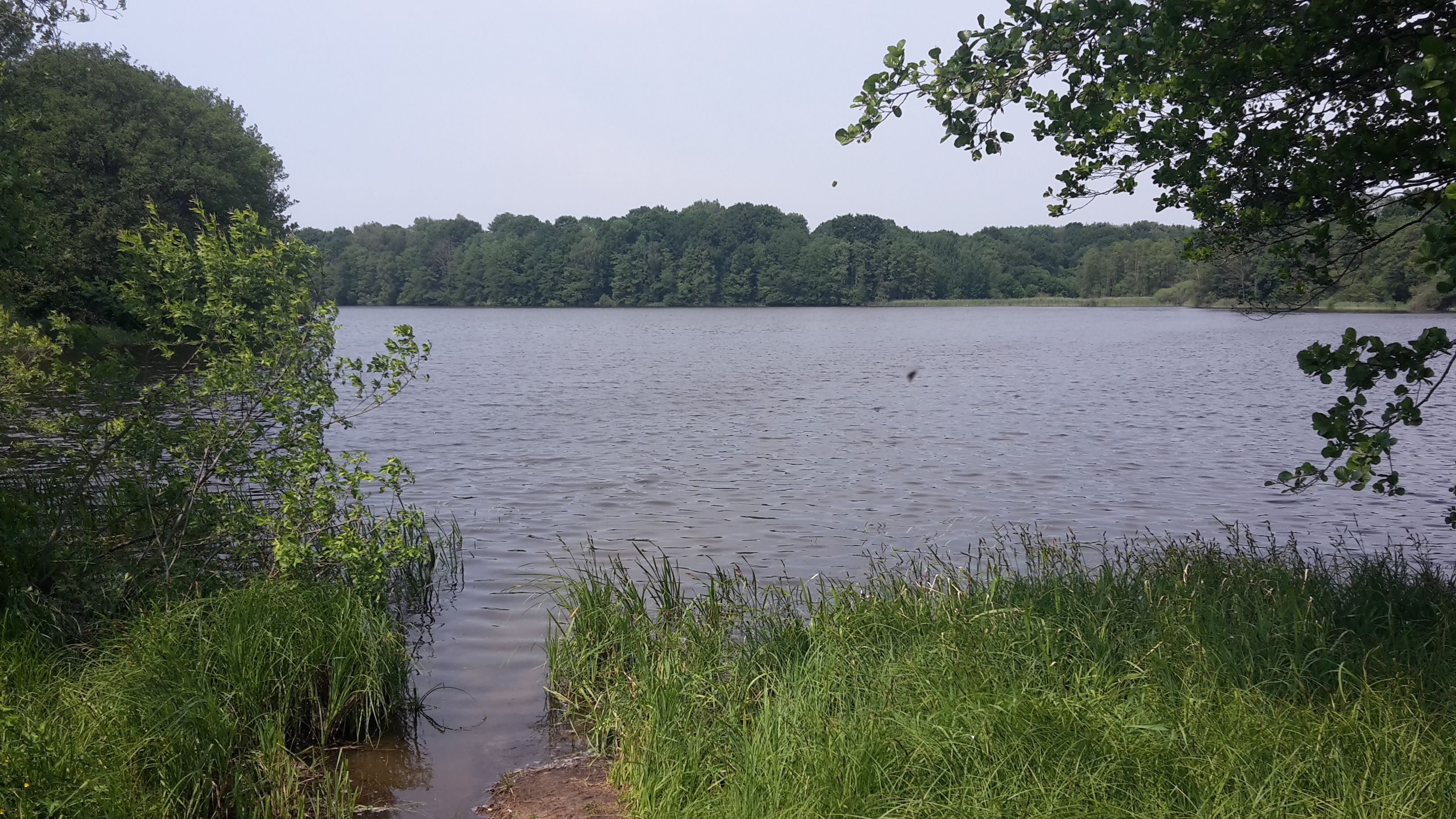

盧斯特湖（德語：Lustsee），是德國的湖泊，位於該國北部石勒蘇益格-荷爾斯泰因州，由倫茨堡-埃肯弗德縣負責管轄，面積0.18平方公里，海拔高度19米，平均水深4.9米，最大水深9米，水體容量87.5萬立方米，湖岸線長度2.2公里。